# Nyírbogdány
Nyírbogdány är en ort i Ungern.   Den ligger i provinsen Szabolcs-Szatmár-Bereg, i den nordöstra delen av landet, 220 km öster om huvudstaden Budapest. Nyírbogdány ligger 103 meter över havet och antalet invånare är 3 039.
Terrängen runt Nyírbogdány är mycket platt. Runt Nyírbogdány är det ganska tätbefolkat, med 83 invånare per kvadratkilometer. Närmaste större samhälle är Nyíregyháza, 16,7 km sydväst om Nyírbogdány. Omgivningarna runt Nyírbogdány är en mosaik av jordbruksmark och naturlig växtlighet.